# Barre de ton chinantèque
Les barres de ton chinantèques sont des signes utilisés dans l’écriture du chinantèque d’Ozumacín.

## Tons de base
| ˈ | haut  |
| ˊ | moyen |
| ˉ | bas   |

## Tons avec accent
| ꜗ | haut avec accent  |
| ꜘ | moyen avec accent |
| ꜙ | bas avec accent   |

## Tons ascendants
| ꜚ | haut ascendant  |
| ˜ | moyen ascendant |
| ˋ | bas ascendant   |

## Représentations informatiques
| Caractères | Codes Unicode | Noms                                                            |
| ---------- | ------------- | --------------------------------------------------------------- |
| ˈ          | 02C8          | lettre modificative ligne verticale                             |
| ˉ          | 02C9          | lettre modificative macron                                      |
| ˊ          | 02CA          | lettre modificative accent aigu                                 |
| ˋ          | 02CB          | lettre modificative accent grave                                |
| ˜          | 02DC          | petit tilde                                                     |
| ꜗ          | A717          | lettre modificative barre de ton verticale pointée              |
| ꜘ          | A718          | lettre modificative barre de ton oblique pointée                |
| ꜙ          | A719          | lettre modificative barre de ton horizontale pointée            |
| ꜚ          | A71A          | lettre modificative barre de ton à bout droit plié vers le haut |